# VM i bandy 2010
Verdensmesterskabet i bandy 2010 var det 30. VM i bandy gennem tiden, og mesterskabet blev arrangeret af Federation of International Bandy. Turneringen blev afviklet i arenaen Sportivnyj Kompleks Krylatskoje i Moskva, Rusland i perioden 24. – 31. januar 2010. VM var opdelt i en A-turnering med seks hold og en B-turnering med fem hold.
Mesterskabet blev vundet af Sverige, som i finalen vandt 6-5 efter forlænget spilletid over værtslandet Rusland. Stillingen efter ordinær spilletid var 5-5, og kampen blev afgjort af Daniel Mossberg, der scorede det afgørende mål i finalens 110. minut. Det var Sveriges 10. VM-titel gennem tiden, mens Rusland til gengæld vandt sølvmedaljer for 7. gang. Det var endvidere femte gang i træk at VM-finalen var et opgør mellem netop Sverige og Rusland.
Bronzemedaljerne gik for fjerde år i træk til Finland, som besejrede Kasakhstan i bronzekampen med 4-3 efter forlænget spilletid. Stillingen efter ordinær tid var 3-3, og kampen blev afgjort i det 104. minut, hvor Finlands Mikko Aarni scorede til 4-3. Det var fjerde år i træk at Finland besejrede Kasakhstan i VM's bronzekamp.

## A-VM
A-VM havde deltagelse af seks hold, som først spillede en indledende runde alle-mod-alle. Kampene blev afviklet over 2 × 45 minutter med efterfølgende straffeslag, hvis kampen endte uafgjort. Sejre gav 2 point, uafgjorte 1 point, mens nederlag gav 0 point. Resultatet af straffeslagskonkurrencer anvendtes kun til at afgøre indbyrdes rangering ved pointlighed mellem to hold.
De fire bedste hold kvalificerede sig til semifinalerne, hvor nr. 1 mødte nr. 4 og nr. 2 spillede mod nr. 3. Taberne af semifinalerne mødtes i bronzekampen, mens vinderne spillede finale om verdensmesterskabet.
Holdet, der sluttede på sidstepladsen i den indledende runde, spillede kvalifikationskamp til næste års A-VM mod vinderen af B-VM.

### Indledende runde
| Dato  | Kamp                 | Res.  |
| ----- | -------------------- | ----- |
| 24.1. | Rusland - Kasakhstan | 14-20 |
| 24.1. | Sverige – Finland    | 8-1   |
| 24.1. | USA – Norge          | 05-10 |
| 25.1. | Norge – Kasakhstan   | 03-12 |
| 25.1. | Sverige – USA        | 14-60 |
| 25.1. | Rusland – Finland    | 12-40 |
| 26.1. | Finland – USA        | 13-20 |
| 26.1. | Kasakhstan – Sverige | 00-12 |
| 26.1. | Rusland – Norge      | 12-20 |
| 27.1. | Sverige – Norge      | 13-20 |
| 27.1. | Finland – Kasakhstan | 6-5   |
| 27.1. | Rusland – USA        | 19-50 |
| 28.1. | USA – Kasakhstan     | 4-9   |
| 28.1. | Norge – Finland      | 5-9   |
| 28.1. | Rusland – Sverige    | 7-4   |

| Plac. | Hold       | Kampe | + Mål − | Point |
| ----- | ---------- | ----- | ------- | ----- |
| 1.    | Rusland    | 5     | 64-17   | 10    |
| 2.    | Sverige    | 5     | 51-16   | 8     |
| 3.    | Finland    | 5     | 33-32   | 6     |
| 4.    | Kasakhstan | 5     | 28-39   | 4     |
| 5.    | Norge      | 5     | 22-51   | 2     |
| 6.    | USA        | 5     | 23-73   | 0     |

### Finalekampe
| Dato        | Kamp                 | Res.  |
| ----------- | -------------------- | ----- |
| Semifinaler |                      |       |
| 30.1.       | Sverige - Finland    | 9-4   |
| 30.1.       | Rusland - Kasakhstan | 16-30 |
| Bronzekamp  |                      |       |
| 31.1.       | Finland – Kasakhstan | 4-3   |
| Finale      |                      |       |
| 31.1.       | Rusland – Sverige    | 5-6   |

## B-VM
Fem hold spillede først en indledende runde alle-mod-alle. Vinderen af B-VM's indledende runde kvalificerede sig til oprykningskampen mod A-VM's nr. 6. Nr. 2 og 3 spillede placeringskamp om 2.-pladsen, mens nr. 4 og 5 spillede placeringskamp om 4.-pladsen.

### Indledende runde
| Dato  | Kamp                | Res.  |
| ----- | ------------------- | ----- |
| 24.1. | Holland - Ungarn    | 5-4   |
| 24.1. | Canada - Letland    | 15-20 |
| 25.1. | Holland – Canada    | 01-17 |
| 25.1. | Ungarn – Mongoliet  | 5-5   |
| 26.1. | Mongoliet – Canada  | 02-18 |
| 26.1. | Letland – Holland   | 5-5   |
| 27.1. | Canada – Ungarn     | 15-10 |
| 27.1. | Mongoliet – Letland | 1-7   |
| 28.1. | Holland – Mongoliet | 4-3   |
| 28.1. | Letland – Ungarn    | 7-6   |

| Plac. | Hold      | Kampe | Mål   | Point |
| ----- | --------- | ----- | ----- | ----- |
| 1.    | Canada    | 4     | 65-06 | 8     |
| 2.    | Letland   | 4     | 21-27 | 5     |
| 3.    | Holland   | 4     | 15-29 | 5     |
| 4.    | Mongoliet | 4     | 11-34 | 1     |
| 5.    | Ungarn    | 4     | 16-32 | 1     |

### Placeringskampe
| Dato               | Kamp               | Res. |
| ------------------ | ------------------ | ---- |
| Kamp om 4.-pladsen |                    |      |
| 30.1.              | Mongoliet - Ungarn | 5-5  |
| Kamp om 2.-pladsen |                    |      |
| 30.1.              | Letland - Holland  | 7-4  |

## Kvalifikation til A-VM 2011
A-VM's nr. 6, USA, og vinderen af B-VM, Canada, mødtes i en kvalifikationskamp om den sidste ledige plads ved næste års A-VM. Kampen blev vundet 9-6 af USA, som dermed sikrede sig endnu et år i A-rækken.
| Dato  | Kamp         | Res. |
| ----- | ------------ | ---- |
| 30.1. | USA - Canada | 9-6  |